# Кубок Греції з футболу 1951—1952
Кубок Греції 1951—52 — десятий розіграш Кубка Греції.
Фінал відбувся 15 червня (попередній матч 1 червня) 1952  на стадіоні Апостолос Ніколаїдіс (Афіни). Зустрілися команди Олімпіакос та Паніоніс. Олімпіакос виграв з рахунком 2:0.

## Чвертьфінали
| Господарі         | Результат  | Гості        |
| ----------------- | ---------- | ------------ |
| АЕК               | 1-1 (д.р.) | Панатінаїкос |
| Панатінаїкос      | 0-0        | АЕК1         |
| Докса Драма       | 3-2        | Аріс         |
| Пагасітікос Волос | 1-3        | Олімпіакос   |
| Паніоніс          | 2-2 (д.р.) | Етнікос      |
| Етнікос           | 2-3        | Паніоніс     |

1АЕК виграв по жеребкуванню.

## Півфінал
| Господарі   | Результат  | Гості       |
| ----------- | ---------- | ----------- |
| АЕК         | 0-2        | Олімпіакос  |
| Докса Драма | 2-2 (д.р.) | Паніоніс    |
| Паніоніс    | 2-1        | Докса Драма |

## Фінал
| 01.06.1952 |

| Олімпіакос               | 2:2 | Паніоніс        |
| ------------------------ | --- | --------------- |
| Kopanidis 30' Drosos 90' |     | Tsolias 34' 60' |

| Апостолос Ніколаїдіс, Афіни Арбітр: Sotiris Asprogerakas |

### Повтор
| 15.06.1952 |

| Олімпіакос            | 2:0 | Паніоніс |
| --------------------- | --- | -------- |
| Darivas 5' Kansos 68' |     |          |

| Апостолос Ніколаїдіс, Афіни Арбітр: Gkikopoulos |